# Македоникес Имерес
„Македоникес Имерес“ (на гръцки: Μακεδονικές Ημέρες, в превод Македонски дни) е литературно списание, излизало в Солун от 1932 до 1939 и от 1952 до 1953 година.
Списанието е сред най-реномираните и най-авторитетни издания в своята област. Публикува се месечно.
„Македоникес Имерес“ оглавява вълната на литературния модернизъм в Гърция. Коредактор и съосновател на списанието през 1930-те години е
Георгиос Вафопулос.